# Awer Mabil
Awer Bul Mabil (Kakuma, 15 de setembre de 1995) és un futbolista professional que juga com a migcampista al CE Castelló. A nivell internacional representa la selecció d'Austràlia.

## Trajectòria
Fill d'una família del Sudan del Sud refugiada al nord-oest de Kenya, on va viure fins als 10 anys quan la seva família es va traslladar a Austràlia i es va establir a Adelaida, on va anar a l'escola amb un bon amic i company refugiat, el també futbolista Thomas Deng. Va formar-se a l'Adelaide United FC, amb qui va debutar a la Lliga australiana de futbol el 2013.
Durant una eliminatòria de la Copa del Món de Futbol de 2022, Mabil va declarar: «vaig néixer en una cabana, una cabana petita. La meva habitació d'hotel aquí és més gran que la cabana on vivia amb la meva família en aquell camp de refugiats».
Ciutadà del Sudan del Sud de naixement, la FIFA va autoritzar-lo per a jugar amb la selecció d'Austràlia el març de 2014 després d'un procés d'un any per a obtenir un certificat de naixement i aconseguir l'exempció de les regles d'elegibilitat de la FIFA amb motiu de la seva condició de refugiat.
Mabil va jugar els partits de classificació per a la Copa del Món de Futbol de 2022. En l'últim partit decisiu contra la selecció del Perú,va marcar un dels penals que va classificar la selecció australiana. Posteriorment, va assegurar que marcar el gol crucial era «l'única manera de donar les gràcies a Austràlia en nom de la meva família».
Mabil és el cofundador de l'organització benèfica Barefoot to Boots amb el seu germà gran Awer G. Bul i Ian Smith per a millorar «la salut, l'educació i la igualtat de gènere» dels camps de refugiats. Mabil va tornar a Kakuma amb l'organització amb l'objectiu de promocionar el futbol i ajudar les persones refugiades.